# Sarasadat Khademalsharieh

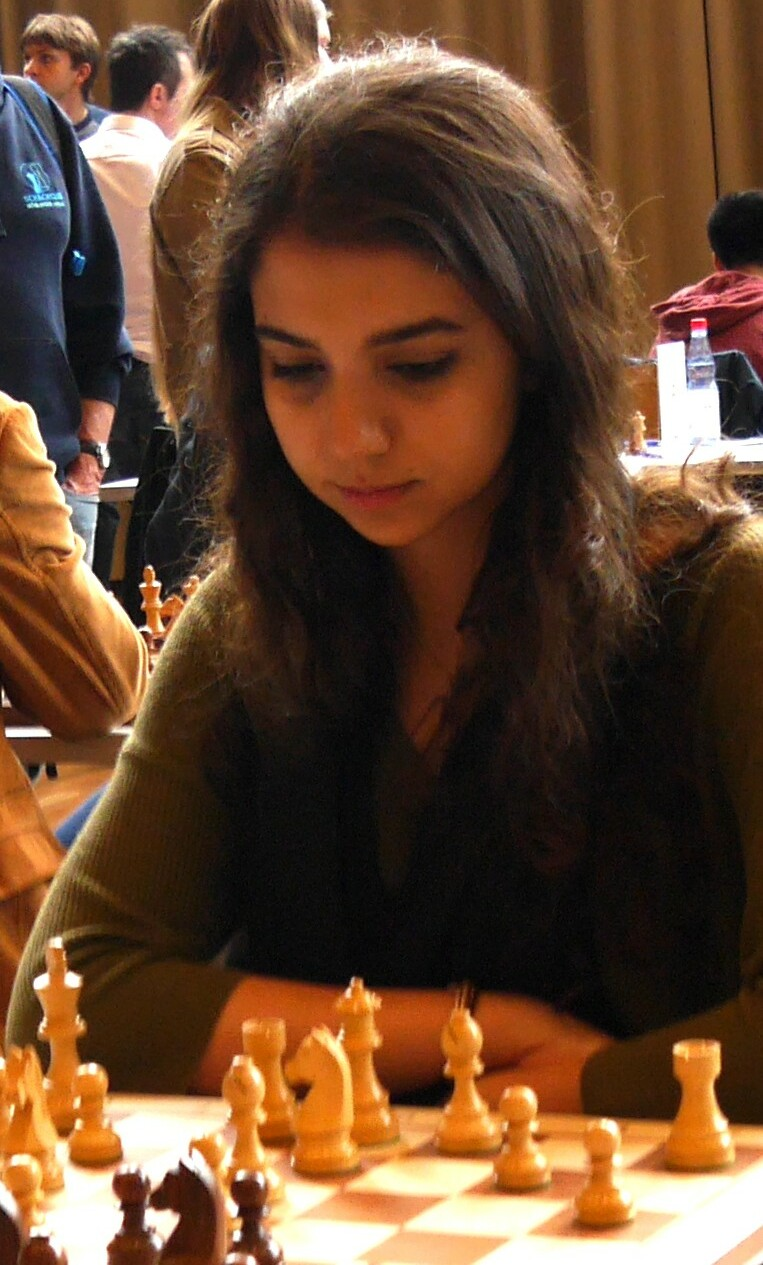

Sarasadat Khademalsharieh (em persa: سارا سادات خادم‌الشریعه  ; Teerã -10 de março de 1997), também conhecida como Sara Khadem, é uma jogadora de xadrez iraniana que detém os títulos de Mestre Internacional (IM) e Grande Mestra Feminina (WGM).

## Carreira
Nascida em Teerã, ela venceu o Campeonato Asiático Sub-12 Feminino em 2008, o Campeonato Mundial Sub-12 Feminino em 2009, o Campeonato Asiático Sub-16 Feminino Blitz em 2012, e o Mundial Sub-16 Campeonato Blitz Feminino em 2013. Em 2014, ela foi vice-campeã do Campeonato Mundial Júnior Feminino.
Jogou pela seleção iraniana nas Olimpíadas Femininas de Xadrez de 2012, 2014 e 2016.
Ela venceu o campeonato feminino iraniano de 2015, realizado em janeiro de 2016.
Classificou-se para o Grande Prêmio Feminino da FIDE 2015–16 como candidata à cidade-sede após vencer uma partida de qualificação contra Atousa Pourkashiyan em Teerã. Na etapa do Grande Prêmio realizada em sua cidade natal, apesar de ser a jogadora com pior rating em campo, ela terminou em segundo lugar e alcançou sua primeira norma de Grande Mestre.
Ela competiu no Campeonato Mundial Feminino de Xadrez 2017, mas foi eliminada na primeira rodada por Sopiko Guramishvili. Campeonato Mundial de Xadrez Rápido e Blitz de São Petersburgo 2018 2018 do 2º lugar no rápido 2º lugar no blitz.
Em dezembro de 2022 foi noticiado que competiu no Campeonato Mundial de Xadrez Rápido e Blitz da FIDE (Federação Internacional de Xadrez) em Almaty, no Cazaquistão, sem usar véu islâmico, num aparente apoio aos Protestos contra a morte de Mahsa Amini. Também foi noticiado que irá para Espanha.

## Vida pessoal
Gostava de vários esportes enquanto crescia, como tênis e basquete. Depois de ser apresentada ao xadrez por um de seus colegas de classe aos oito anos de idade, ela pediu aos pais que a colocassem em uma aula de xadrez. Embora seus pais não joguem xadrez, ela os credita por apoiarem muito sua carreira. Ela também credita a um de seus amigos por apresentá-la a Khosro Harandi, um mestre internacional iraniano (IM) e treinador, como um passo fundamental para promover sua carreira. Mais tarde, quando adolescente, ela foi treinada por Robin van Kampen, um grande mestre holandês (GM).
Em setembro de 2017, casou-se com o apresentador iraniano de programa de Internet e diretor de cinema Ardeshir Ahmadi. Em janeiro de 2020, ela anunciou sua renúncia à seleção nacional. No entanto, ela voltou para a equipe em maio.
Participou de um torneio internacional sem hijab, em apoio aos protestos em seu país natal que começaram após a iraniana curda Mahsa Amini, de 22 anos, morreu sob custódia da polícia da moral.